# Amblypsilopus mutatus
Amblypsilopus mutatus är en tvåvingeart som först beskrevs av Becker 1922.  Amblypsilopus mutatus ingår i släktet Amblypsilopus och familjen styltflugor.
Artens utbredningsområde är Taiwan. Inga underarter finns listade i Catalogue of Life.